# ثياتيرا
ثياتيرا أو ثياتايرا (يونانية: Θυάτειρα) هي الاسم التاريخي للمدينة التركية المعاصرة تيبي مزار ليقي، التي تعني مقبرة التلة.وهي بالتركية العثمانية اقحصار (التي تعني القلعة البيضاء). والاسم يأتي من اليونانية عامية: Θυάτειρα، ثواتايرا. وهي تبع\ إلى أقصى الغرب التركي، إلى الجنوب من إسطنبول وإلى الشرق المباشر من أثينا. وتبقد حوالي 80 كيلومتر عن بحر إيجة.
كما عرفت المدينة باسم بيلوباي (يونانية:Πελοπία ) لكنها سميت باسمها ثياتيرا من قبل الملك سلوقس الأول نيكاتور في عام 290 ق.م. الذي كان في حالة حرب ضد ليسيماخوس حين علم أن زوجته وضعت بنتاً له. ووفقاً لما ذكر ستيفانوس البيزنطي، فقد أسمى المدينة ثواتيرا من الكلمة اليونانية θυγατέρα (ثوغاتيرا) التي تعني ابنة، رغم أن الأرجح أنه يعود إلى اسم ليدي قديم. وفي التاريخ الإغريقي، كانت المدينة تقع بين ليديا وميسيا. وقد اشتهرت لصناعة صباغة القماش وكانت مركزاً لتجارة أصباغ النيلة. ومن بين آثار المدينة، فقد وجدت نقوش تعود إلى نقابة صباغي المدينة. وفي الواقع فإن المدينة مشهورة لكثرة نقاباتها أكثر من أي مدينة أخرى عاصرتها في إقليم آسيا الروماني (وقد ذكرت في النقوش نقابات عمال الصوف، وعمال الكتان، والخياطين والصباغين وعمال الجلود والدباغين وصناع الفخاريات والخبازين والنخاسين وحرفيي البرونز).

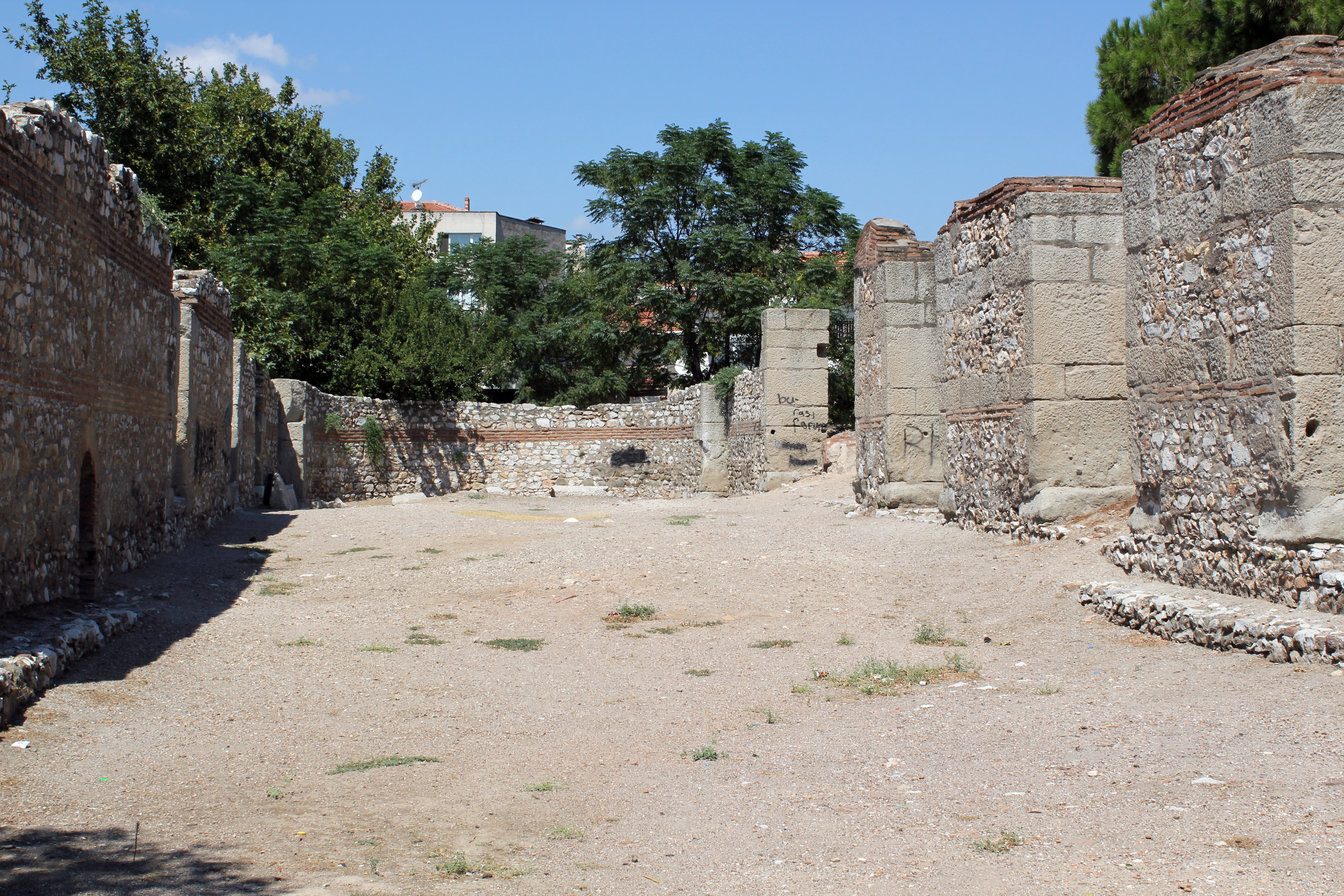
ساحة المدينة العامة

وفي الأيام الأولى من عهد المسيحية، احتضنت المدينة ثياتيرا كنيسة مسيحية مهمة ذكرت كإحدى كنائس آسيا السبع في سفر الرؤيا. وحسب الرؤيا، فإن امرأة باسم يزابيل (اسمت نفسها النبية) أغرت مسيحيي ثياتيرا وعلمتهم ارتكاب الفواحش الجنسية وأكل ما ضُحّي به للأوثان.
وفي عام 366 شهدت المدينة على معركة وقعت قربها بين جيش للإمبراطور الروماني فالنس يهزم غاصب العرش الروماني بروكوبيوس.